# شبکه برق جنوبی چین
شبکه برق جنوبی چین (انگلیسی: China Southern Power Grid) شرکت دولتی برق چینی است، که در سال ۲۰۰۲ تأسیس شد.